# Kiriłł Kombarow
Kiriłł Władimirowicz Kombarow (ros. Кирилл Владимирович Комбаров, ur. 22 stycznia 1987 w Moskwie) – piłkarz rosyjski grający na pozycji prawego pomocnika. Jest bratem bliźniakiem Dmitrija.

## Kariera klubowa
Kiriłł pochodzi z Moskwy. Wraz z bratem rozpoczął treningi w Spartaku Moskwa, ale w 2001 roku obaj przenieśli się do rywala zza miedzy, Dinama Moskwa. Dmitrij do 2005 roku występował w młodzieżowej drużynie, a następnie drużynie rezerw i w tamtym roku został przeniesiony do kadry pierwszego zespołu, jednak nie zdołał w niej zadebiutować. W Premier Lidze zadebiutował dopiero w 2006 roku, 23 września, w 20. kolejce ligowej, w której Dynamo przegrało 1:2 w wyjazdowym spotkaniu FK Rostów. W przeciwieństwie do brata był tylko rezerwowym w moskiewskim klubie i zagrał jedynie w 9 ligowych spotkaniach. Jego sukcesem była pomoc w utrzymaniu Dynama w Premier Lidze.
W połowie 2010 roku Kombarow przeszedł wraz z bratem Dmitrijem do Spartaka Moskwa. Zadebiutował w nim 20 września 2010 w wygranym 2:0 wyjazdowym meczu ze Spartakiem Nalczyk. W sezonie 2014/2015 był wypożyczony do Torpeda Moskwa. W 2016 trafił do klubu Tom Tomsk. W latach 2017–2021 grał w Arsienale Tuła.
| Sezon     | Klub             | Kraj  | Rozgrywki        | Mecze | Bramki |
| --------- | ---------------- | ----- | ---------------- | ----- | ------ |
| 2005      | Dinamo Moskwa    | Rosja | Priemjer-Liga    | 0     | 0      |
| 2006      | Dinamo Moskwa    | Rosja | Priemjer-Liga    | 9     | 0      |
| 2007      | Dinamo Moskwa    | Rosja | Priemjer-Liga    | 29    | 3      |
| 2008      | Dinamo Moskwa    | Rosja | Priemjer-Liga    | 27    | 1      |
| 2009      | Dinamo Moskwa    | Rosja | Priemjer-Liga    | 26    | 0      |
| 2010      | Dinamo Moskwa    | Rosja | Priemjer-Liga    | 11    | 2      |
| 2010      | Spartak Moskwa   | Rosja | Priemjer-Liga    | 2     | 0      |
| 2011/2012 | Spartak Moskwa   | Rosja | Priemjer-Liga    | 37    | 1      |
| 2012/2013 | Spartak Moskwa   | Rosja | Priemjer-Liga    | 18    | 0      |
| 2013/2014 | Spartak Moskwa   | Rosja | Priemjer-Liga    | 6     | 0      |
| 2014/2015 | Torpedo Moskwa   | Rosja | Priemjer-Liga    | 23    | 3      |
| 2015/2016 | Spartak Moskwa   | Rosja | Priemjer-Liga    | 12    | 0      |
| 2015/2016 | Spartak-2 Moskwa | Rosja | Pierwyj diwizion | 11    | 1      |
| 2016/2017 | Tom Tomsk        | Rosja | Priemjer-Liga    | 14    | 0      |
| 2017/2018 | Arsienał Tuła    | Rosja | Priemjer-Liga    | 12    | 1      |
| 2018/2019 | Arsienał Tuła    | Rosja | Priemjer-Liga    | 24    | 0      |
| 2019/2020 | Arsienał Tuła    | Rosja | Priemjer-Liga    | 19    | 0      |
| 2020/2021 | Arsienał Tuła    | Rosja | Priemjer-Liga    | 4     | 0      |

## Kariera reprezentacyjna
Kombarow ma za sobą występy w młodzieżowej reprezentacji Rosji U-19, a w 2007 roku występował w reprezentacji U-21.